# PBSニュースアワー
『PBSニュースアワー』 (PBS News Hour) は、アメリカ合衆国の公共ネットワークであるPBSが放送している平日夜の報道番組。制作は、リバティメディアが67%を出資する「MacNeil/Lehrer Productions」。放送時間は平日 19:00 - 20:00（ET）。

## 歴史
1975年にロバート・マクニールがアンカーを担当する『ロバート・マクニール レポート』 (Robert MacNeil Report) としてスタートした。翌年ジム・レーラーとの共同アンカーによる『マクニール／レーラー レポート』 (MacNeil/Lehrer Report) と改称。いずれも放送時間は30分で1つのテーマのみを扱う、当時のアメリカでは珍しい報道番組であった。
1983年から放送枠を1時間に拡大。番組名も『マクニール／レーラー ニュースアワー』 (MacNeil/Lehrer NewsHour) となり、現在のように複数の時事問題について分析・討論する番組となった。
1995年にマクニールが引退し、以後はレーラーの単独アンカーとなり『ニュースアワー ウィズ ジム・レーラー』 (NewsHour with Jim Lehrer　日本のNHK BS1の番組表ではしばしば「ジム・レーラーのニュースアワー」と表記された) 。2009年にレーラー以外のアンカーの比重を高め、番組名を司会者冠名を外した現在の『PBSニュースアワー』としてリニューアルした。レーラーは共同アンカーに残ったが、徐々に担当する量を減少させていった。
マクニールは、引退後も番組の記念企画や国内ジャーナリズムに関するテーマでゲストとして登場したり、同時多発テロの際には討論の司会を臨時に引き受けるなど、折にふれて番組に出演している。
2011年5月にレーラーはニュースアワーから引退することを発表した。今後はマクニールと同様に、臨時メンバーやゲストとして出演する予定である。
2013年9月に番組の刷新を行い、アンカーにジュディ・ウッドラフ(Judy Woodruff, 月 - 金曜日）とグウェン・アイフィル(Gwen Ifill, 月 - 木曜日）の女性2人を起用し、週末版を新設した。
2019年10月14日、アリゾナ州立大学ジャーナリズム・メディア学部（Walter Cronkite School of Journalism and Mass Communication）に西部支局『PBSニュースアワー・ウェスト（PBS Newshour West）』を立ち上げた。ステファニー・サイがアンカーを務め、東部版で放送された後に発展する出来事に関する最新情報を、同支局でニュースのサマリーを作成する。このサマリーを含む西部版は、アメリカ西部の視聴者と、再放送を視聴しているオンラインおよび東海岸の視聴者に放映される。
2020年1月23日、放送初期から36年に渡ってアンカーを務めたジム・レーラーがワシントンの自宅で死去した。85歳。

## 構成
番組の中心となるのは、Focus や Newsmaker Interview など、時事問題を深く扱うコーナーである。ここでは記者による背景レポート、政治家や専門家へのインタビュー、あるいは立場の違う二者（場合により三者以上）による討論がある。ここではレーラーとは別に番組専属のベテラン記者らもインタビュアーとして振舞う。番組の終わり近くには Essay と称される時事的なコラムが放送されることもある。
それ以外の主要ニュース (News Summary) は番組の冒頭と、最後に (Recap) 要約して放送する。海外からのニュースは、特派記者によるものでない限り、イギリスITNの映像を使用する。
週に一度の頻度で最近の政治問題に関する小規模な討論が行われる。司会はシニア・コレスポンダントのレイ・スアレズが務め、保守派の代表としてニューヨーク・タイムズのデイヴィッド・ブルックス、リベラル側としてワシントン・ポストなどに寄稿するシンジケイティッド・コラムニストのマーク・シールズが互いの政治的立場からの意見を述べる。

## 海外放送
国際ラジオ放送VOAの他、日本やオーストラリア (SBS) 、ニュージーランド、ヨーロッパ (Orbit News) でテレビ放送されている。
日本ではNHKBS1で火 - 金曜日の午後2時から、放送通訳を付けて放送されている。また、2000年代からはPBSによるクローズドキャプション（英語字幕）が付く。2007年12月からは本国でハイビジョン制作が始まり、デジタル放送では16:9のフルサイズで、アナログ放送ではサイドカットして4:3で放送されている。通訳者の作業や視聴者層を考慮して放送時間の変更が何度か行なわれた。一時は午前3時50分から再放送されていた時期もあったが、1990年代後半からは午後2時台に放送されている。また、内容の一部は『きょうの世界』でも放送されている。ただし、メジャーリーグ期間中は中継放送の延長により、予定されていた放送が短縮されるか、休止になることがある。2011年4月からは「ワールドWave」の一部として午後4時からBS1でABCナイトラインと共に放送されている。2013年度でワールドWaveが終了したことから、本番組はそのまま「ワールドニュースアメリカ」内に移行している。その後、2023年12月に予定されているBS再編に伴う「ワールドニュースアメリカ」枠廃止に伴い、2023年度からは前述の通り午後2時台に移動した。

## インターネットへの対応
公式サイトでは、2000年以降の放送の動画、音声ファイル、スクリプトを公開している。ポッドキャスティングによる音声ファイル（MP3形式）の配信も行なっている。また、ブログ「Rundown」では放送されなかったテーマに関する記事やインタビューを掲載している。

## その他
- アメリカ合衆国のニュース・メディア

## 参照
1. ↑  Jensen, Elizabeth (2009年5月11日). “‘NewsHour’ on PBS to Get Makeover”. The New York Times 2009年6月1日閲覧。
2. ↑  “PBS NewsHour with Jim Lehrer”.   Cue11. 2008年9月26日時点のオリジナルよりアーカイブ。2021年5月22日閲覧。
3. ↑  NHK「ワールドWave」公式サイトにもそのことについての言及あり
4. ↑  メディア研究部 柴田厚. “報告 デジタル時代のアメリカ公共放送ニュースの行方 〜"PBS NewsHour" 刷新の取り組みを中心に〜” (PDF). 放送研究と調査 2014年7月号.   NHK放送文化研究所. 2015年5月18日閲覧。
5. ↑  “学部一覧｜アリゾナ州立大学 (ASU)”.   アリゾナ州立大学. 2021年5月22日閲覧。
6. ↑  “PBS launches "NewsHour West," based in Phoenix”. PBS Newshour.   NewsHour Productions (2019年10月14日). 2020年11月15日時点のオリジナルよりアーカイブ。2019年10月15日閲覧。
7. ↑  “Ｊ・レーラー氏死去　米著名ジャーナリスト”.   サンケイスポーツ. 2020年1月24日閲覧。